# Edufrysk
Edufrysk is een project voor een elektronische leeromgeving voor studenten van Friestalig onderwijs opgezet door de stichting Afûk.
Edufrysk moet een vernieuwende leeromgeving worden die zwaar leunt op blended E-learning en gebruik van metafoor. 